# Caldera d'elèctrodes
Una caldera d'elèctrodes (tipus raig) és un tipus de caldera que utilitza electricitat que flueix a través de corrents d'aigua per crear vapor . Les propietats conductores i resistives de l'aigua s'utilitzen per fer passar un corrent elèctric.

## Principi tècnic
El tipus més comú de caldera d'elèctrodes bomba aigua des de la part inferior del recipient a un capçal intern que té broquets que permeten que l'aigua flueixi cap als elèctrodes. Generalment la pressió de treball es manté a 10 bar. Si cal més pressió (més vapor), els controls acceleren la bomba per augmentar el flux a través de filtres addicionals. A mesura que s'arriba a la pressió necessària, la bomba controla el flux d'aigua per obtenir la producció de vapor desitjada (en kg per hora) a la pressió desitjada. En sistemes més grans, la bomba es pot controlar mitjançant un variador de freqüència per no desaprofitar energia. Aquest sistema de control també pot controlar bombes i controls de desaire.
El tipus més comú de caldera d'elèctrodes bomba aigua des de la part inferior del recipient a un capçal intern que té broquets que permeten que l'aigua flueixi cap als elèctrodes. Generalment la pressió de treball es manté a 10 bar. Si cal més pressió (més vapor), els controls acceleren la bomba per augmentar el flux a través de filtres addicionals. A mesura que s'arriba a la pressió necessària, la bomba controla el flux d'aigua per obtenir la producció de vapor desitjada (en kg per hora) a la pressió desitjada. En sistemes més grans, la bomba es pot controlar mitjançant un variador de freqüència per no desaprofitar energia. Aquest sistema de control també pot controlar bombes i controls alliberadors d'aire.
La conductivitat de laigua i el voltatge aplicat determinen quant vapor es genera en cada corrent daigua.

## Avantatges
- Tota l'energia elèctrica es converteix en calor.
- Una caldera de pegats té un temps de resposta molt ràpid.
- Com que no genera contaminació directament, no es necessita cap sistema de control de la contaminació.[1]
- En comparació amb altres calderes, les calderes d'elèctrodes experimenten poc estrès tèrmic.[2]
- Les calderes elèctriques tenen pocs components, cosa que en facilita el control i el manteniment.
- La caiguda dels nivells d'aigua inhibeix el flux de corrent i permet que la caldera s'auto-regula

## Desavantatges
- Com que l'aigua serveix com a conductor, es torna viva en una porció significativa del voltatge d'entrada. Això crea un risc greu de descàrrega elèctrica quan s'utilitza, per exemple, per escalfar aigua per a un bany o per preparar te.[3]
- La conductivitat de l'aigua augmenta amb la temperatura, també amb l'augment del contingut de sal, i es pot esperar que tots dos arribin al punt màxim a l'estiu, per la qual cosa l'efecte d'escalfament és més gran si més no es necessita.

- Debido a que el agua sirve como conductor, el agua se vuelve viva en una porción significativa del voltaje de entrada. Esto crea un grave riesgo de descarga eléctrica cuando se utiliza, por ejemplo, para calentar agua para un baño o para preparar té.
- La conductividad del agua aumenta con la temperatura, también con el aumento del contenido de sal, y se puede esperar que ambos alcancen su punto máximo en verano, por lo que el efecto de calentamiento es mayor cuando menos se necesita.

## Mesures de seguretat
Quan bull en forma vapor, l'aigua desionitzada o destil·lada deixa pocs o cap ió a la caldera, respectivament. Per tant, es redueix la formació de les incrustacions.